# Cuscuta cassytoides
Cuscuta cassytoides là một loài thực vật có hoa trong họ Bìm bìm. Loài này được Nees ex Engelm. mô tả khoa học đầu tiên năm 1859.